# Фторсульфонова кислота
Фторсульфо́нова кислота́ (назва за IUPAC: су́льфорофтори́дна кислота́) — неорганічна сполука з хімічною формулою HSO3F. Це одна з найсильніших комерційно доступних кислот.
Це тетраедрична молекула, яка тісно пов'язана з сірчаною кислотою, H2SO4, заміщаючи атом фтору замість однієї з гідроксильних груп.
Дана кислота є безбарвною рідиною, хоча комерційні зразки часто мають жовтий колір.

## Властивості
Фторсульфонова кислота — сипуча безбарвна рідина. Вона розчинна у полярних органічних розчинниках (наприклад, нітробензен, оцтова кислота та етилацетат), але погано розчинна у неполярних розчинниках, таких як алкани.
HSO3F є однією з найсильніших відомих простих кислот Бренстеда. Вона має значення H0 -15,1 порівняно з −12 сірчаної кислоти. Поєднання фторсульфонової кислоти й кислоти Льюїса пентафториду стибію дає «магічну кислоту», яка є набагато сильнішим протонуючим агентом. Такі кислоти класифікуються як «суперкислоти» ― кислоти, що сильніші за 100 % сірчану кислоту.
Відображаючи її сильну кислотність, HSO3F розчиняє майже всі органічні сполуки, які є навіть слабкими акцепторами протонів. HSO3F повільно гідролізується до фтороводню (HF) і сірчаної кислоти (H2SO4). Споріднена трифлієва кислота (CF3SO3H) зберігає високу кислотність HSO3F, але є більш гідролітично стабільною. Також відбувається самоіонізація фторсульфонової кислоти:
2HSO3F  ⇌  [H2SO3F]+ + [SO3F]− K = 4,0 × 10−8 при 298°K (24.8 °C)
HSO3F ізомеризує алкани та каталізує алкілування вуглеводнів алкенами, хоча неясно, чи такі застосування мають комерційне значення. ЇЇ також можна використовувати як лабораторний фторуючий агент.

## Отримання
Фторсульфонову кислоту отримують за допомогою реакції фтороводню і триоксиду сірки:
SO3 + HF → HSO3F
Крім того, KHF2 або CaF2 можна обробити олеумом при 250 °C. Після звільнення від фтороводню шляхом прибирання за допомогою інертного газу, HSO3F можна дистилювати в скляному апараті.

## Безпека
Фторсульфонова кислота вважається високотоксичною та надзвичайно корозійною. Вона гідролізується з виділенням фтористого водню. При додаванні води до фторсульфонової кислоти може бути бурхлива реакція, подібна до додавання води до сірчаної кислоти, але набагато сильніша.